# Коув (Јута)
Коув (енгл. Cove) насељено је место без административног статуса у америчкој савезној држави Јута.

## Демографија
По попису из 2010. године број становника је 460, што је 17 (3,8%) становника више него 2000. године.
| Група             | 2000.       | 2010.       |
| Белци             | 409 (92,3%) | 449 (97,6%) |
| Афроамериканци    | 0 (0,0%)    | 1 (0,2%)    |
| Азијати           | 2 (0,5%)    | 1 (0,2%)    |
| Хиспаноамериканци | 15 (3,4%)   | 5 (1,1%)    |
| Укупно            | 443         | 460         |